# 1993-as Formula–1 német nagydíj
A német nagydíj volt az 1993-as Formula–1 világbajnokság tizedik futama.

## Futam
Hockenheimban Prost volt a leggyorsabb az időmérésen, Hill, Schumacher és Senna előtt. Prost a rajtnál számos futamához hasonlóan több helyet veszített, Hill és Schumacher is megelőzte. Senna megcsúszott és a mezőny végére került. Prost a 6. körben megelőzte Schumachert, 3 kör múlva pedig Hillt is utolérte. Mögöttük, Berger előzés közben összeütközött Szuzuki Agurival, emiatt a japán kicsúszott. Sárga zászló lépett érvénybe, Hill lassított egy kissé a következő körben. Prost ezt kihasználva megelőzte Hillt, de emiatt stop-and-go büntetést kapott és az ötödik helyre esett vissza, Patrese mögé. A mezőny többi tagjával ellentétben Senna és Williamsek nem álltak ki a boxba, Hill 15 másodperccel vezetett Prost előtt. Prost 8 másodpercre csökkentette hátrányát az utolsó előtti körben, majd Hill bal hátsó kereke defektes lett, így a brit kicsúszott. Prost győzött Schumacher, Blundell és Senna előtt.
| Helyezés | #  | Versenyző            | Csapat/Motor          | Körök | Idő/Kiesés oka | Rajthely | Pontszám |
| -------- | -- | -------------------- | --------------------- | ----- | -------------- | -------- | -------- |
| 1        | 2  | Alain Prost          | Williams-Renault      | 45    | 1:18:40,885    | 1        | 10       |
| 2        | 5  | Michael Schumacher   | Benetton-Ford         | 45    | +16,664        | 3        | 6        |
| 3        | 26 | Mark Blundell        | Ligier-Renault        | 45    | +59,349        | 5        | 4        |
| 4        | 8  | Ayrton Senna         | McLaren-Ford          | 45    | +1:08,229      | 4        | 3        |
| 5        | 6  | Riccardo Patrese     | Benetton-Ford         | 45    | +1:31,516      | 7        | 2        |
| 6        | 28 | Gerhard Berger       | Ferrari               | 45    | +1:34,754      | 9        | 1        |
| 7        | 27 | Jean Alesi           | Ferrari               | 45    | +1:35,841      | 10       |          |
| 8        | 25 | Martin Brundle       | Ligier-Renault        | 44    | +1 kör         | 6        |          |
| 9        | 29 | Karl Wendlinger      | Sauber                | 44    | +1 kör         | 14       |          |
| 10       | 12 | Johnny Herbert       | Lotus-Ford            | 44    | +1 kör         | 13       |          |
| 11       | 23 | Christian Fittipaldi | Minardi-Ford          | 44    | +1 kör         | 20       |          |
| 12       | 19 | Philippe Alliot      | Larrousse-Lamborghini | 44    | +1 kör         | 23       |          |
| 13       | 15 | Thierry Boutsen      | Jordan-Hart           | 44    | +1 kör         | 24       |          |
| 14       | 24 | Pierluigi Martini    | Minardi-Ford          | 44    | +1 kör         | 22       |          |
| 15       | 0  | Damon Hill           | Williams-Renault      | 43    | Defekt         | 2        |          |
| 16       | 21 | Michele Alboreto     | Lola-Ferrari          | 43    | +2 kör         | 26       |          |
| 17       | 9  | Derek Warwick        | Footwork-Mugen-Honda  | 42    | +3 kör         | 11       |          |
| Kiesett  | 14 | Rubens Barrichello   | Jordan-Hart           | 34    | Kerékcsapágy   | 17       |          |
| Kiesett  | 3  | Katajama Ukjó        | Tyrrell-Yamaha        | 28    | Féltengely     | 21       |          |
| Kiesett  | 30 | Jyrki Järvilehto     | Sauber                | 22    | Kicsúszás      | 18       |          |
| Kiesett  | 11 | Alessandro Zanardi   | Lotus-Ford            | 19    | Kicsúszás      | 15       |          |
| Kiesett  | 10 | Szuzuki Aguri        | Footwork-Mugen-Honda  | 9     | Ütközés        | 8        |          |
| Kiesett  | 7  | Michael Andretti     | McLaren-Ford          | 4     | Ütközés        | 12       |          |
| Kiesett  | 22 | Luca Badoer          | Lola-Ferrari          | 4     | Felfüggesztés  | 25       |          |
| Kiesett  | 4  | Andrea de Cesaris    | Tyrrell-Yamaha        | 1     | Váltó          | 19       |          |
| Kiesett  | 20 | Érik Comas           | Larrousse-Lamborghini | 0     | Váltó          | 16       |          |

## A világbajnokság élmezőnyének állása a verseny után
| H  | Versenyzők         | Pont | H  | Konstruktőrök    | Pont |
| -- | ------------------ | ---- | -- | ---------------- | ---- |
| 1. | Alain Prost        | 77   | 1. | Williams-Renault | 105  |
| 2. | Ayrton Senna       | 50   | 2. | McLaren-Ford     | 53   |
| 3. | Michael Schumacher | 36   | 3. | Benetton-Ford    | 47   |
| 4. | Damon Hill         | 28   | 4. | Ligier-Renault   | 19   |
| 5. | Riccardo Patrese   | 11   | 5. | Lotus-Ford       | 10   |

## Statisztikák
Vezető helyen:
- Damon Hill: 41 (1-7 / 10-43)
- Alain Prost: 4 (8-9 / 44-45)

Alain Prost 51. (R) győzelme, 29. pole-pozíciója, Michael Schumacher 7. leggyorsabb köre.
- Williams 68. győzelme.